# Caproni Ca.70
Il Caproni Ca.70 era un caccia notturno monomotore biplano sviluppato dall'azienda italiana Aeronautica Caproni negli anni venti e rimasto allo stadio di prototipo.
Valutato dalla Regia Aeronautica, benché preso in carico dalla neofondata aeronautica militare italiana del periodo, non ricevette alcun ordine di fornitura ma servì come base di sviluppo per il successivo Ca.71.

## Storia del progetto
Durante gli anni venti, le teorie sull'utilizzo sempre più efficace dell'arma aerea nell'ambito di una guerra moderna sviluppò il concetto di realizzare un velivolo da caccia con caratteristiche specifiche per l'uso notturno, in grado di contrastare la possibile minaccia rappresentata dai bombardieri notturni sviluppati durante la prima guerra mondiale. In quest'ambito l'ingegnere Giovanni Caproni decise di sviluppare, su iniziativa personale, un nuovo modello sfruttando la seppur modesta esperienza acquisita con i precedenti caccia Ca.20 e Ca.64 (o MC1).
Caproni disegnò un velivolo realizzato principalmente in legno e tela, caratterizzato dalla velatura biplana, dalla fusoliera biposto in tandem con struttura in legno ricoperta da tela, impennaggio classico monoderiva e carrello fisso ammortizzato.  Il nuovo modello, al quale venne assegnata la designazione Ca.70, venne presentato all'attenzione del Ministero dell'aeronautica il quale dimostrò il proprio interesse sottoscrivendo, il 5 gennaio 1925, un contratto di fornitura per due prototipi più una cellula destinata a prove statiche per un importo complessivo di £ 400.000. Le autorità militari assegnarono ai due prototipi le matricole MM.50 ed MM.51.
Per meglio ottimizzare le caratteristiche del modello ed essere impiegato sia per l'attacco al suolo che per l'eventuale ambiente marino, l'iniziale scelta della motorizzazione si basò sull'Alfa Romeo Jupiter IV, motore radiale in grado di sviluppare una potenza pari a 400 CV (294 kW), realizzato in Italia su licenza della britannica Bristol Engine Company.
Il prototipo MM.50, equipaggiato con il radiale Alfa Romeo, venne portato in volo per la prima volta durante la seconda parte del 1925, mentre per l'MM.51 venne deciso di cambiare il propulsore sostituendolo con un Lorraine-Dietrich 12 Db, sempre da 400 CV (294 kW) ma con architettura V12 e raffreddato a liquido, costruito su licenza dalla Isotta Fraschini. A causa della diversa motorizzazione l'azienda assegnò all'esemplare inizialmente la designazione Ca.70L diventata in seguito Ca.71.

## Tecnica
Il Ca.70 era un velivolo dall'aspetto, per un velivolo basato a terra, più simile a quello di un idrovolante a scafo centrale, configurazione ripresa nel Ca.73, ma che comunque manteneva l'impostazione generale classica del periodo: monomotore biplano a carrello fisso.
La fusoliera, realizzata con struttura in legno a sezione rettangolare ricoperta da pannelli in compensato, integrava i due abitacoli separati e posizionati in tandem, quello anteriore posto all'altezza del bordo di attacco alare destinato al pilota e quello posteriore, sensibilmente spostato verso coda, al puntatore con funzione anche di mitragliere e dotati entrambi di parabrezza. Posteriormente terminava in un impennaggio cruciforme monoderiva dotato di piani orizzontali controventati.
La configurazione alare era biplano-sesquiplana, con l'ala superiore, montata alta a parasole, di maggior apertura, collegata all'inferiore, montata medio-alta sulla fusoliera, tramite una serie di montanti obliqui in configurazione Warren. Entrambe le ali erano a struttura mista, bilongherone in metallo con centine in legno, ricoperte di tela trattata e verniciata. La superiore era a sua volta collegata alla fusoliera tramite un castello tubolare che integrava la gondola dove era posizionato il motore ed il serbatoio del combustibile. Gli alettoni erano presenti solo sull'ala superiore.
Il carrello d'atterraggio era un biciclo anteriore costituito da una struttura tubolare che integrava le ruote, indipendenti e dall'ampia carreggiata, ammortizzate tramite molloni in acciaio ed ammortizzatori oleopneumatici, soluzione tecnica all'avanguardia ed introdotta per la prima volta in un progetto italiano. Il carrello era incernierato tramite rinforzi metallici all'ala inferiore, soluzione che permetteva, in fase di atterraggio, di spostare l'intera sezione in avanti, abbassando il baricentro del velivolo scongiurando così la possibilità di capottare. Posteriormente era integrato da un pattino d'appoggio in legno, posizionato sotto alla coda nella posizione di massimo arretramento, al fine di favorire la vicinanza al terreno, condizione essenziale per gli atterraggi notturni.
La propulsione era affidata ad un motore Alfa Romeo Jupiter IV, un radiale 9 cilindri posti su un'unica fila, raffreddato ad aria in grado di erogare una potenza pari a 400 CV (294 kW) (nominali), posizionato in configurazione traente ed abbinato ad un'elica bipala in legno a passo fisso.
L'armamento era costituito da una coppia di mitragliatrici Vickers calibro 7,7 mm posizionate in caccia integrate da una mitragliatrice Lewis calibro 7,7 mm brandeggiabile montata su anello Scarff nell'abitacolo posteriore.

## Impiego operativo
Nel corso del 1926, al termine del ciclo di prove aziendali, il Ca.70 venne trasferito alla Direzione Superiore Studi ed Esperienze nei pressi di Guidonia dove il personale militare della Regia Aeronautica iniziò le prove di valutazione nel vicino aeroporto. Le prestazioni offerte dal modello risultarono incoraggianti, sia in termini di velocità massima raggiunta che di velocità di salita, tuttavia la configurazione biposto non rispondeva alle preferenze di un modello destinato alla caccia notturna e non venne emesso alcun nuovo ordine di fornitura.

## Utilizzatori
Italia
- Regia Aeronautica